# 水窪ダム (静岡県)

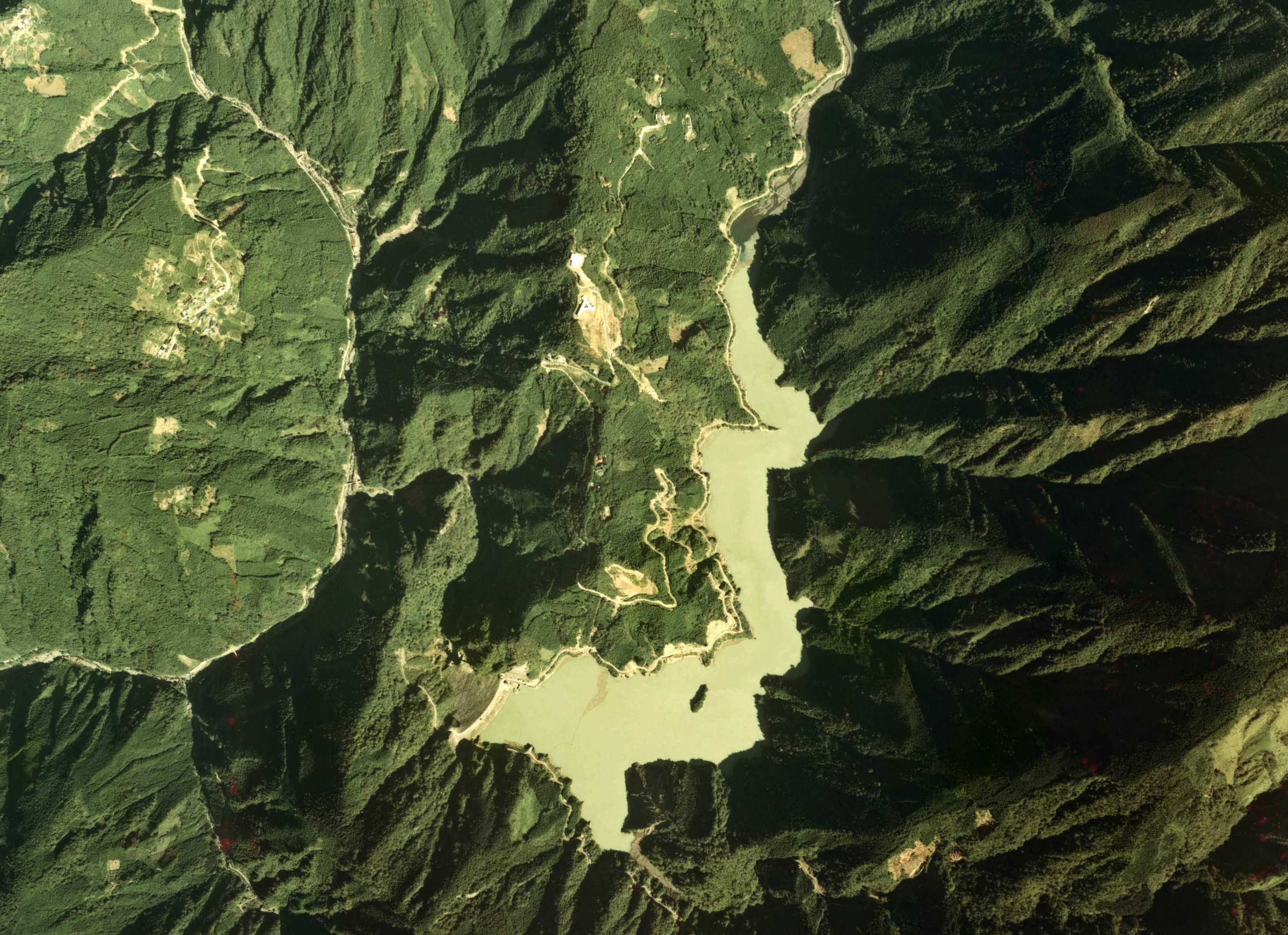
水窪ダム湖付近の空中写真。1976年撮影。
。

水窪ダム（みさくぼダム）は、静岡県浜松市天竜区水窪町（旧磐田郡水窪町）、天竜川水系水窪川の支流・戸中川に建設されたダム。電源開発が水力発電のため設けた高さ105メートルのロックフィルダムである。ダム湖（人造湖）の名は水窪湖（みさくぼこ）という。

## 歴史
戦後、日本全国各地で主として水力発電所の開発を進めていた電源開発は、天竜川において1956年（昭和31年）に佐久間ダムを、1958年（昭和33年）には秋葉ダムを完成させた。その後、天竜川の支流・水窪川の上流部にも開発の手が伸ばされる。1969年（昭和44年）5月24日、水窪川の支流・戸中川をせき止めるようにして高さ105メートルの巨大なロックフィルダムが完成した。総工費は110億円。

## 周辺
浜松市中心市街地から天竜川を上流に向かって国道152号・秋葉街道を進み、船明（ふなぎら）ダム湖・秋葉湖（秋葉ダム湖）を経て大井橋に着く。天竜川と、その支流・水窪川の合流地点である。ここで天竜川に沿って進むと佐久間ダムに、水窪川に沿って上流へと進むと水窪ダムに至る。ダム左岸には石碑や案内板があり、右岸には水窪電源神社がある。堤頂は車道となっているが、ガードレールといったものは設けられていない点は留意しておきたい。
ダム湖の名は水窪湖（みさくぼこ）といい、コイやヘラブナ、冬はワカサギと釣りの名所として知られている。湖水はダムでせき止めた戸中川の水と併せて、同じく水窪川の上流・白倉川の水も取り入れ導水路を通じて送水されている。ダム湖に貯えられた水は左岸に設けられた取水口より導水路を通じて下流の水窪発電所に向け送水され、最大5万キロワットの電力を発生したのち佐久間ダム湖（佐久間湖）に放流される。水窪発電所では年間1億5,800万キロワット時という電力量を発生している。
もともと水窪川は佐久間ダムよりも下流で天竜川に合流する河川であるため、佐久間ダム下流の佐久間発電所では水窪川の水を利用できずにいた。新たに水窪発電所が完成したことで、同発電所で利用された水窪川の水が佐久間発電所においても利用できるようになった。これによる佐久間発電所の発生電力量の増加量は、年間1億2,300万キロワット時であるという。

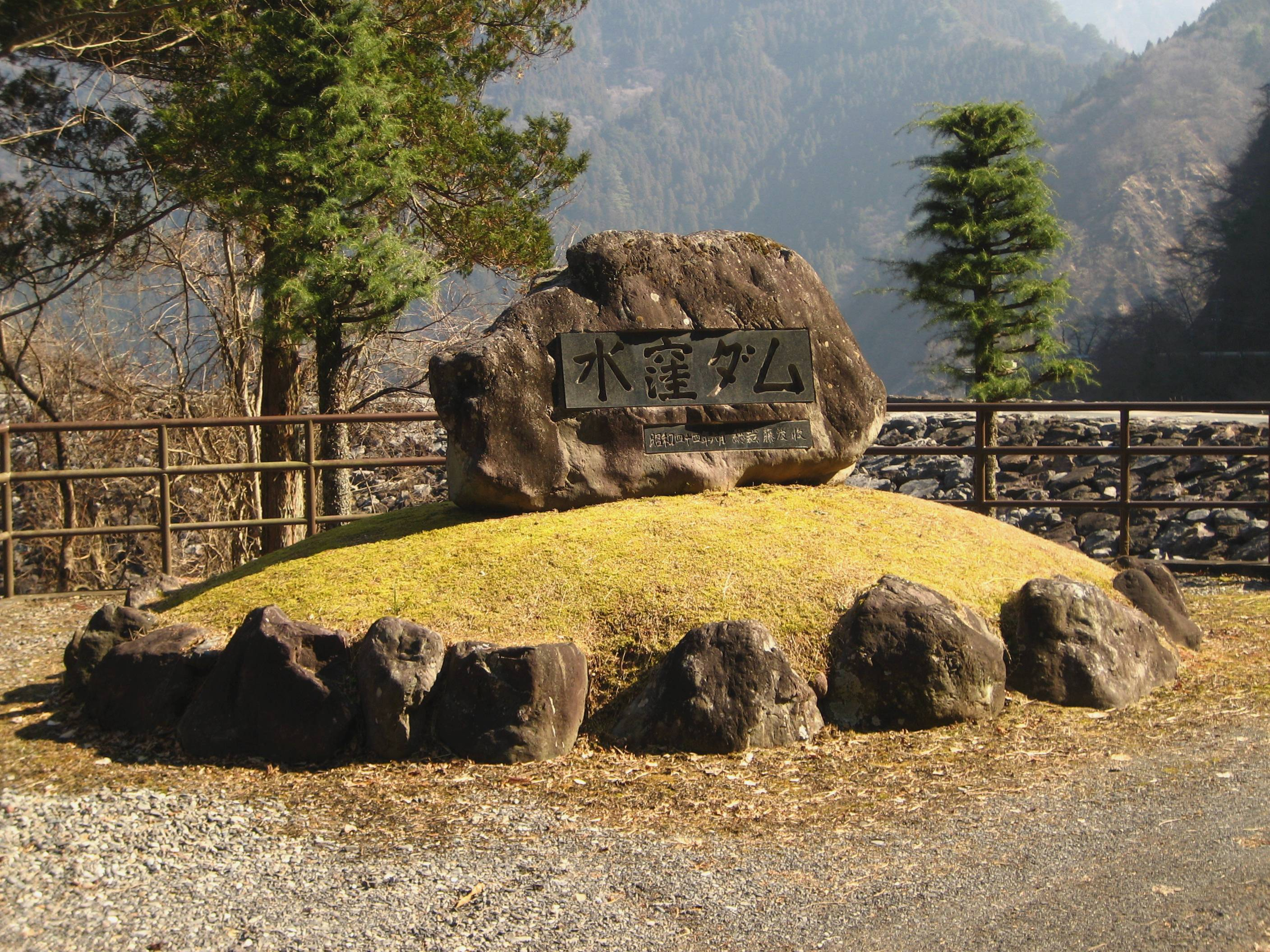
水窪ダムの碑
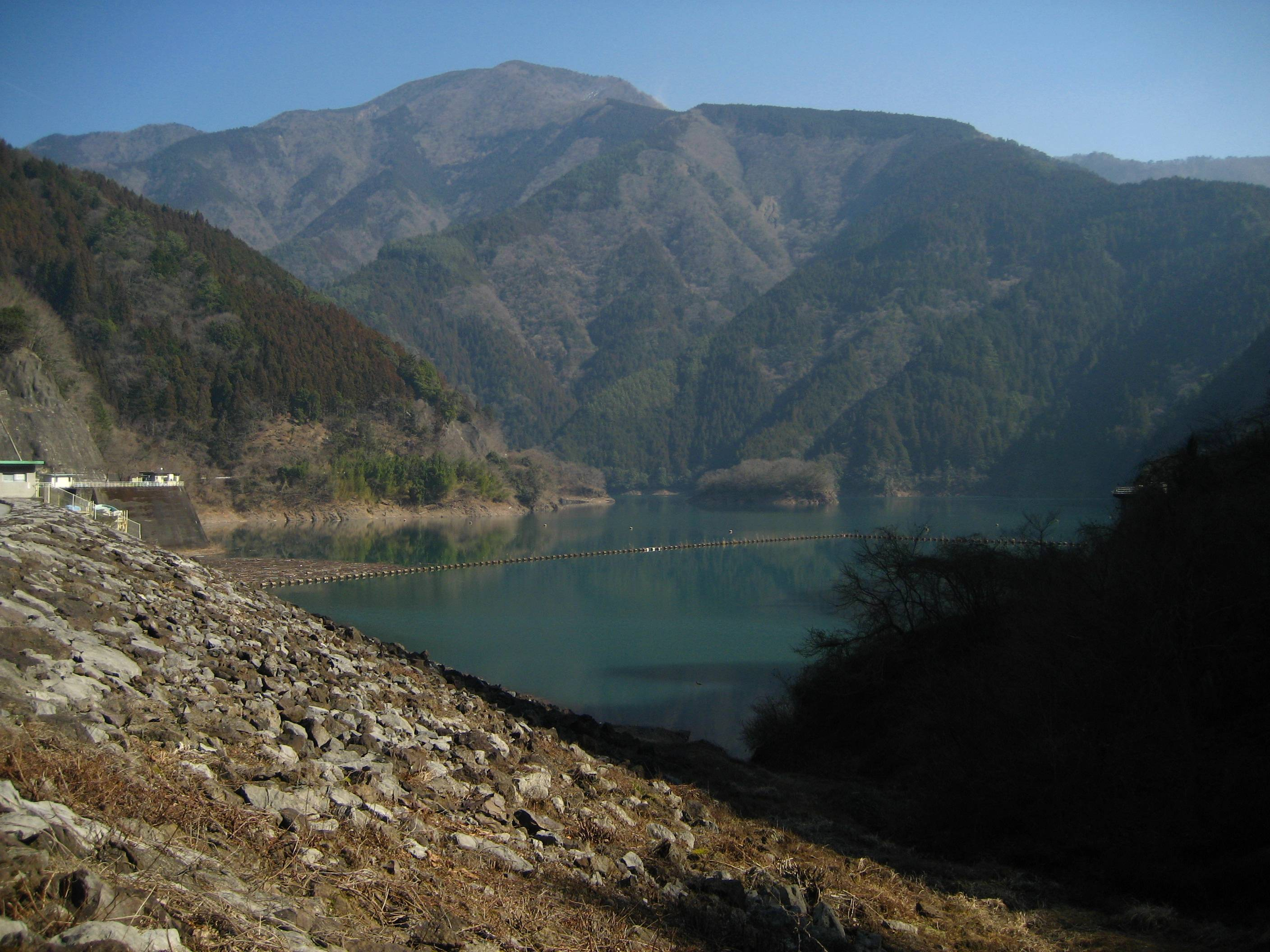
水窪湖
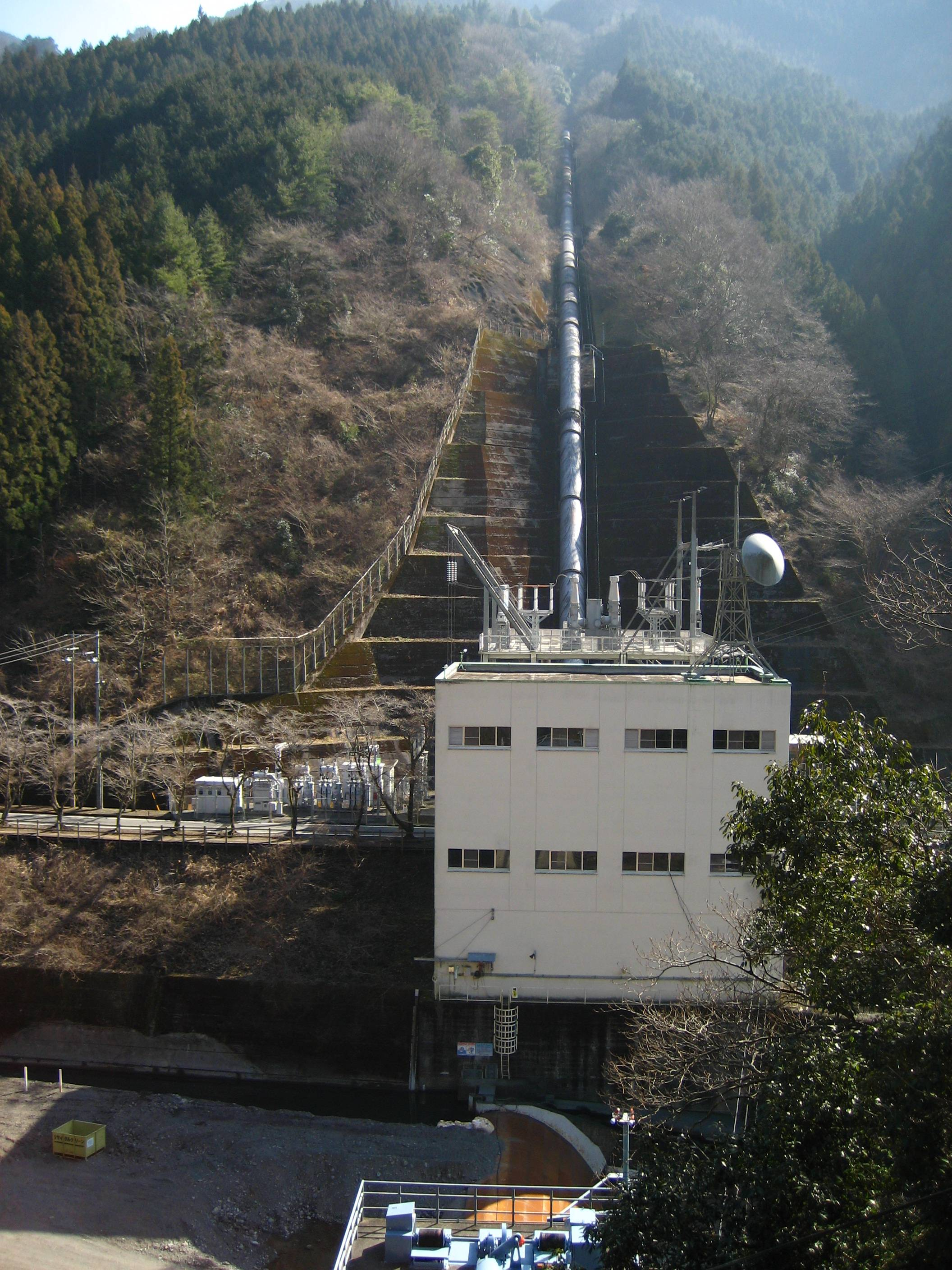
水窪発電所